# Nikhil Mathew
Nikhil Mathew (23 de octubre de 1983 en Kalathilpady, Kottayam, Kerala), es un cantante indio. En 2006, fue ganador de un programa de telerrealidad llamado "Airtel Super Singer". Como ganador, tuvo la oportunidad de interpretar un tema musical, que fue escrita y compuesta por el dierector musical, Harris Jayaraj, titulada "Enadhuyire", que lo cantó junto a Chinmayi, Sadhana Sargam y Sowmya Raoh. Para una película Tamil titulada "Bhima".

## Temas musicales
1: Enadhuyire - Bheema(Music:Harris Jayaraj)
2: Nilavinte Thooval - Moonnamathoral(Music:Ousephachan)
3: Azhalinte Azhangalil - Ayalum Njanum Thammil (Music:Ousephachan)
4: Kaarmukilil - Bachelors Party (Music:Rahul Raj)
5: Hailesa Lesa-Pullipulikalum Aattinkuttiyum (Music:Vidyasagar)
6: Orkut Oru Ormakoottu-Orkut Oru Ormakoottu (Music:Girish)
7: Ambu Thoduthival-Badrinath(Music:Keeravani)
8: That Is Mahalakshmi-100% Love(Music:Devi Sri Prasad)
9: Cmon Cmon  - Thulli Ezhunthathu Kathal (Music:Bobo Sasi)
10: Sirikirale - Pachai Engira Kathu (Music:Haribabu)
11: Endrendrum -Endrendrum(Music:Dharan)
12: Aha Mazhayum Illai-Manadhil Mayam Seithai (Music:Manikanth Kadri)